# Avanpost
Avanpostul (din franceză avant-poste, adică înaintea poziției; deasemnea Pichet sau Forpost) este un termen militar ce desemnează o unitate sau subunitate militară de siguranță, instalată în fața trupelor principale proprii, aflate în staționare sau în apărare, fiind cea mai înaintată linie a apărării, în fața inamicului.
Avanposturile se constituie din detașamente mici de infanterie ușoară, uneori susținute de cavalerie și artilerie, în timpul luptei acestea sunt anexate la armata principală.
Posadă sau pichet de grăniceri - Subunitate însărcinată în trecut cu paza unui sector al frontierei.